# غيفريس
غفرس (بالألمانية: Gefrees) هي بلدة ألمانية تقع في ألمانيا في بافاريا.